# دنیل هاویلر
دنیل هاویلر (انگلیسی: Daniel Huwyler؛ زادهٔ ۱ فوریهٔ ۱۹۶۳) دوچرخه‌سوار اهل سوئیس است.